# Les Mollettes
Les Mollettes sont une commune française située dans le département de la Savoie, en région Auvergne-Rhône-Alpes.

## Géographie

### Situation et description
Les Mollettes sont une commune installée à la jonction du Grésivaudan, de la combe de Savoie et de la Trouée des Marches, à la limite du Dauphiné et de la Savoie. La commune est située à la sortie du val Coisin.
Le territoire de la commune est constitué du chef-lieu dit de L'Église et d'une quinzaine de hameaux ou de lieux-dits : Les Aillouds, L'Allée (Lallée), Bagard, chez Bettaz, Boubières, Les Davalets, Les Douins, Les Granges, Haute-Bise, Le Mollard (Mollard-du-lac), Les Piagets, La Peysse, La Ville, Villaribert (Villarbé).

### Climat
Pour des articles plus généraux, voir Climat d'Auvergne-Rhône-Alpes et Climat de la Savoie.
En 2010, le climat de la commune est de type climat des marges montargnardes, selon une étude du Centre national de la recherche scientifique s'appuyant sur une série de données couvrant la période 1971-2000. En 2020, Météo-France publie une typologie des climats de la France métropolitaine dans laquelle la commune est exposée à un climat de montagne ou de marges de montagne et est dans la région climatique Alpes du nord, caractérisée par une pluviométrie annuelle de 1 200 à 1 500 mm, irrégulièrement répartie en été.
Pour la période 1971-2000, la température annuelle moyenne est de 10,9 °C, avec une amplitude thermique annuelle de 18,6 °C. Le cumul annuel moyen de précipitations est de 1 089 mm, avec 9,2 jours de précipitations en janvier et 8,4 jours en juillet. Pour la période 1991-2020, la température moyenne annuelle observée sur la station météorologique de Météo-France la plus proche, « Montmelian », sur la commune de Montmélian à 5 km à vol d'oiseau, est de 12,4 °C et le cumul annuel moyen de précipitations est de 987,3 mm,. Pour l'avenir, les paramètres climatiques de la commune estimés pour 2050 selon différents scénarios d'émission de gaz à effet de serre sont consultables sur un site dédié publié par Météo-France en novembre 2022.

## Urbanisme

### Typologie
Au 1er janvier 2024, Les Mollettes sont catégorisées bourg rural, selon la nouvelle grille communale de densité à sept niveaux définie par l'Insee en 2022.
Elle est située hors unité urbaine. Par ailleurs la commune fait partie de l'aire d'attraction de Chambéry, dont elle est une commune de la couronne,. Cette aire, qui regroupe 115 communes, est catégorisée dans les aires de 200 000 à moins de 700 000 habitants,.

### Occupation des sols
L'occupation des sols de la commune, telle qu'elle ressort de la base de données européenne d’occupation biophysique des sols Corine Land Cover (CLC), est marquée par l'importance des territoires agricoles (58,6 % en 2018), en diminution par rapport à 1990 (60,2 %). La répartition détaillée en 2018 est la suivante : 
forêts (31,7 %), zones agricoles hétérogènes (29,4 %), terres arables (29,2 %), zones urbanisées (9,3 %), eaux continentales (0,3 %).
L'IGN met par ailleurs à disposition un outil en ligne permettant de comparer l’évolution dans le temps de l’occupation des sols de la commune (ou de territoires à des échelles différentes). Plusieurs époques sont accessibles sous forme de cartes ou photos aériennes : la carte de Cassini (XVIIIe siècle), la carte d'état-major (1820-1866) et la période actuelle (1950 à aujourd'hui).

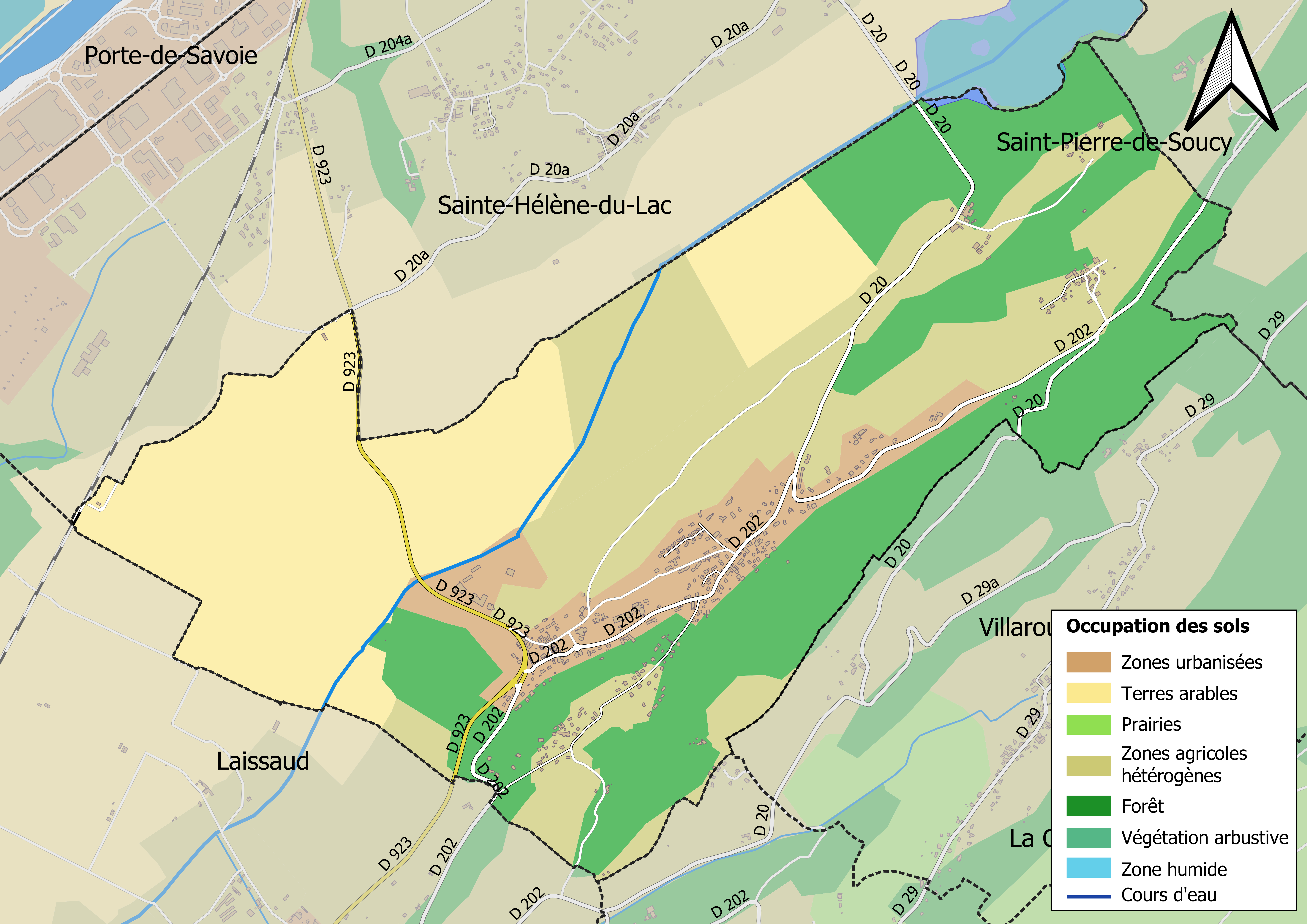
Carte des infrastructures et de l'occupation des sols en 2018 (CLC) de la commune.
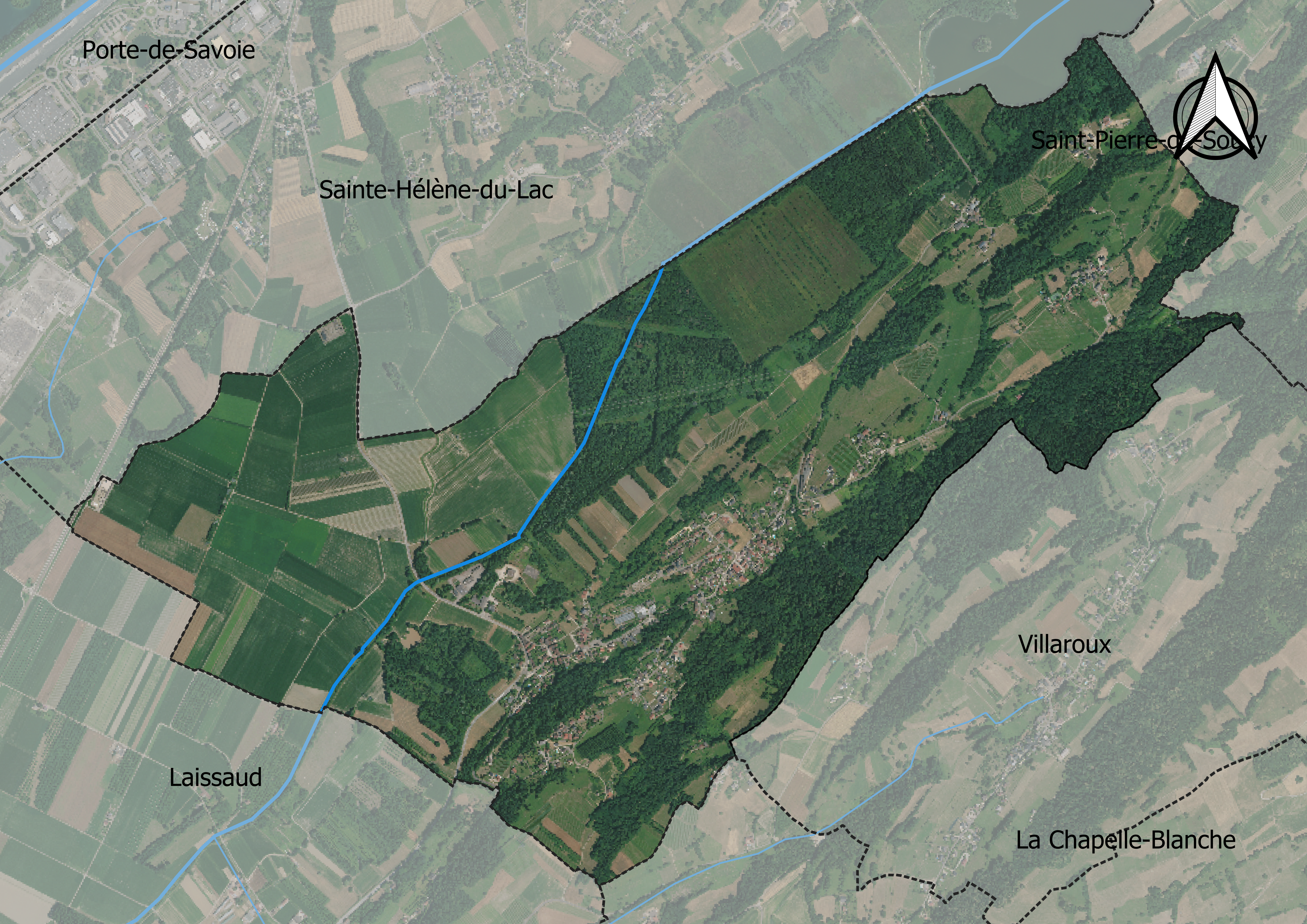
Carte orthophotogrammétrique de la commune.

## Toponymie
Au XIIe siècle, on trouve les premières mentions sous les formes Moletae ou Moletis,. Au XIVe siècle, on rencontre les formes Moletarum (1337) et Moletis (1340).
Selon Adolphe Gros, le toponyme serait un équivalent de motte ou mollard, c'est-à-dire un site « naturellement ou militairement fortifié ».
En francoprovençal, le nom de la commune s'écrit Lé Molète, selon la graphie de Conflans.

## Histoire

### Un bourg fortifié médiéval
La paroisse des Mollettes apparaît au cours du XIIe siècle avec un rôle principalement militaire, puisqu'elle est un bourg frontière, située sur les marches du comté de Savoie, face au Dauphiné et le bourg et le château d'Avalon. Elle est attachée au prieuré de Sainte-Hélène-du-Lac. Le village est fortifié au cours du règne du comte de Savoie Amédée V, vers 1285,. Les Mollettes, du fait de leur position frontalière, deviennent une châtellenie à cette période, dans un contexte de tension avec le Dauphiné voisin. Les comptes de châtellenie des années 1317 à 1323, du châtelain et receveur Thibaud Piedgauthier, sont conservés aux archives départementales de la Savoie.
Le village est entouré d'une enceinte avec des murs d'une épaisseur d'1,50 mètre, dont la construction s'effectuera jusqu'en 1292. Une tour, qui a servi de donjon, est édifiée, dans la partie nord, pour défendre la porte dite de Savoie. Cette fortification semble avoir subi les affres du conflit franco-savoyard à la fin du XVIe siècle.
L'église de la paroisse possède des reliques des saints Maurice et Laurent, au XIVe siècle.

### Période contemporaine
En 1896, après quelques fouilles effectuées en 1862, les restes de la tour médiévale sont démontés.

## Politique et administration
| Période                                  | Période  | Identité            | Étiquette | Qualité |
| ---------------------------------------- | -------- | ------------------- | --------- | ------- |
| mars 2001                                | En cours | Jean-Claude Nicolle |           | ...     |
| Les données manquantes sont à compléter. |          |                     |           |         |

La commune est membre de la communauté de communes Cœur de Savoie. Elle appartient au Territoire du Cœur de Savoie, qui regroupe une quarantaine de communes de la combe de Savoie et du val Gelon.

## Population et société

### Démographie
Ses habitants sont appelés les Molletains.

L'évolution du nombre d'habitants est connue à travers les recensements de la population effectués dans la commune depuis 1793. Pour les communes de moins de 10 000 habitants, une enquête de recensement portant sur toute la population est réalisée tous les cinq ans, les populations de référence des années intermédiaires étant quant à elles estimées par interpolation ou extrapolation. Pour la commune, le premier recensement exhaustif entrant dans le cadre du nouveau dispositif a été réalisé en 2005.

En 2022, la commune comptait 870 habitants, en évolution de +9,16 % par rapport à 2016 (Savoie : +3,63 %, France hors Mayotte : +2,11 %).
| 1793 | 1800 | 1806 | 1822 | 1838 | 1848 | 1858 | 1861 | 1866 |
| ---- | ---- | ---- | ---- | ---- | ---- | ---- | ---- | ---- |
| 459  | 448  | 451  | 438  | 653  | 537  | 564  | 557  | 572  |

| 1872 | 1876 | 1881 | 1886 | 1891 | 1896 | 1901 | 1906 | 1911 |
| ---- | ---- | ---- | ---- | ---- | ---- | ---- | ---- | ---- |
| 601  | 567  | 503  | 508  | 463  | 424  | 373  | 383  | 366  |

| 1921 | 1926 | 1931 | 1936 | 1946 | 1954 | 1962 | 1968 | 1975 |
| ---- | ---- | ---- | ---- | ---- | ---- | ---- | ---- | ---- |
| 301  | 281  | 284  | 285  | 264  | 227  | 225  | 218  | 211  |

| 1982 | 1990 | 1999 | 2005 | 2006 | 2010 | 2015 | 2020 | 2022 |
| ---- | ---- | ---- | ---- | ---- | ---- | ---- | ---- | ---- |
| 247  | 422  | 551  | 634  | 636  | 737  | 798  | 859  | 870  |

## Économie
Le commune fait partie de l'aire géographique de production et transformation du « Bois de Chartreuse », la première AOC de la filière Bois en France,.

## Culture locale et patrimoine

### Personnalités liées à la commune
- Marius Daille (1878-1978).
- Louis Gentil (1896-1945).
- Étienne Caillet (…-1945).

### Héraldique
| Blason de Les Mollettes | Blason  | Parti: au 1er de gueules à la croix d'argent, au 2e coupé, au I reparti d'azur à la tour d'argent maçonnée de sable, surmontée d'un soleil non figuré d'or et d'argent à la feuille de vigne versée de sinople, au II d'or à cinq mollards de sable ordonnés en sautoir. |
| Blason de Les Mollettes | Détails | Le statut officiel du blason reste à déterminer. |